# Little Missouri
Pour la rivière du Dakota du Nord, voir Petit Missouri.
La rivière Little Missouri, surnommée « Little Mo », est une rivière des États-Unis qui coule dans l'État de l'Arkansas aux États-Unis et un affluent de l'Ouachita.

## Géographie
D'une longueur supérieure à 125 km, cette rivière prend sa source dans les montagnes Ouachita à environ 6 km au sud-ouest de Big Fork (Arkansas) à environ 590 mètres d'altitude.
La rivière Little Missouri traverse le comté de Pike, puis le comté de Clarke et enfin le comté de Montgomery.
La rivière se jette ensuite dans la rivière Ouachita à la hauteur de la ville de Camden à l'altitude 38 mètres.

## Affluent
Son principal affluent est la rivière Antoine.

## Étymologie
Son nom de « Petit Missouri » lui fut donnée par les trappeurs et coureurs des bois canadiens-français en raison des ressemblances avec la rivière Missouri.